# Elisabeth Gander-Hofer
Elisabeth Gander-Hofer (geboren 7. Januar 1949) ist eine Schweizer Politikerin (FDP). Sie war Regierungsrätin des Kantons Obwalden.

## Leben

### Herkunft und Beruf
Gander-Hofer wurde 1949 im Kanton Solothurn geboren. Sie zog 1975 zusammen mit ihrem Mann nach Engelberg. Beruflich war sie als Verwaltungsangestellte tätig.

### Politik
Gander-Hofer wurde 1985 in den Engelberger Gemeinderat gewählt. 1995 wählte sie die Landsgemeinde in den Regierungsrat. Sie war die zweite Frau nach Maria Küchler-Flury im Obwaldner Regierungsrat. Nach ihrer Wahl übernahm sie das Militär- und Polizeidepartement. Nach der Departementsreform 1999 übernahm sie das Gesundheits- und Sozialdepartement. 2002 wechselte sie nach der Verkleinerung des Regierungsrats von sieben auf fünf Mitglieder ins Sicherheits- und Gesundheitsdepartement. Im Amtsjahr 2004/2005 war sie Landammann. 2006 trat sie nicht mehr zur Wiederwahl an.

### Privates
Gander-Hofer ist verheiratet und hat drei Kinder sowie mehrere Enkelkinder.